# Gatunek katadromiczny
Gatunek katadromiczny, gatunek katadromowy (gr. katá 'pod; w dół', drómos 'bieg' – ciągnący w dół z prądem wody) – gatunek dwuśrodowiskowego zwierzęcia odbywającego wędrówkę katadromiczną – większość życia spędza w słodkich wodach śródlądowych, a rozmnażanie odbywa się w wodach morskich. Młode osobniki następnego pokolenia wracają do wód słodkich. Wędrówki katadromiczne odbywają zwierzęta wodne, głównie krewetki, kraby i ryby, między innymi krab wełnistoszczypcy, większość węgorzowatych, niektóre gatunki z rodzin galaksowatych, babkowatych, Latidae i Pseudaphritidae. Jest to rzadszy typ wędrówki niż wędrówka anadromiczna, która polega na przemieszczaniu się w kierunku odwrotnym (z morza do wód słodkich).